# 雷诺数
在流体力学中，雷诺数（Reynolds number）是流体的惯性力{\displaystyle {\frac {\rho v^{2}}{L}}}与黏性力{\displaystyle {\frac {\mu v}{L^{2}}}}的比值，它是一个無量纲量。
雷諾數較小時，黏滯力對流場的影響大於慣性力，流場中流速的擾動會因黏滯力而衰減，流體流動穩定，為層流；反之，若雷諾數較大時，慣性力對流場的影響大於黏滯力，流體流動較不穩定，流速的微小變化容易發展、增強，形成紊亂、不規則的紊流流場。

## 定义
雷諾數一般表示如下：
{\displaystyle \mathrm {Re} ={\frac {\rho uL}{\mu }}={\frac {uL}{\nu }}}
其中
- {\displaystyle u}是特徵速度（国际单位：m/s）
- {\displaystyle L}是特徵長度（m）
- {\displaystyle \mu }是流體动力黏度（Pa·s或N·s/m²）
- {\displaystyle \nu }是流體运动黏度（{\displaystyle \nu =\mu /\rho }）（m²/s）
- {\displaystyle \rho }是流體密度（kg/m³）

对于不同的流场，雷诺数可以有很多表达方式。这些表达方式一般都包括流体性质（密度、黏度）再加上流体速度和一个特征长度或者特征尺寸。特徵長度取決於觀察的流場情況，以及約定俗成的使用习惯。當觀察在水管中流動內流場，或是放在流场中的球体外流場時，前者可能會選擇水管直徑或是管長，而後者通常使用直径作为特征長度。而半径和直径对于球型、圆形來說其實是同一件事，但是計算上就差了一倍，因此习惯上常用直徑來代表。

### 管内流场
对于在管内的流动，雷诺数定义为：
{\displaystyle \mathrm {Re} ={\frac {\rho uD}{\mu }}={\frac {uD}{\nu }}={\frac {QD}{\nu A}}}
式中：
- {\displaystyle u}特徵速度選擇平均流速（国际单位：m/s）
- {\displaystyle D}特徵長度選擇管径（m）
- {\displaystyle Q}是体积流量（m³/s）
- {\displaystyle A}是横截面积（m²）

其中 {\displaystyle Q=uA}。注意到横截面积和管径之间存在制约关系 {\displaystyle A={\frac {\pi }{4}}D^{2}}（其中 {\displaystyle \pi } 是圆周率），因此上式可进一步变形为
{\displaystyle \mathrm {Re} ={\frac {4Q}{\pi \nu D}}={\frac {4\rho Q}{\pi \mu D}}={\frac {2Q}{{\sqrt {\pi A}}\nu }}={\frac {2\rho Q}{{\sqrt {\pi A}}\mu }}={\frac {2{\sqrt {Qu}}}{{\sqrt {\pi }}\nu }}={\frac {2\rho {\sqrt {Qu}}}{{\sqrt {\pi }}\mu }}}
注意到质量流量 {\displaystyle W} 满足 {\displaystyle W=\rho Q}，因此上式可改写为
{\displaystyle \mathrm {Re} ={\frac {4W}{\pi \mu D}}={\frac {2W}{{\sqrt {\pi A}}\mu }}={\frac {2{\sqrt {Wu}}}{{\sqrt {\pi }}\mu }}}
要计算雷诺数，您可以使用此雷诺数计算器 （页面存档备份，存于）来简化流程。

### 平板流
对于在两个宽板（板宽远大于两板之间距离）之间的流动，特征长度为两倍的两板之间距离。

### 流体中的物体
对于流体中的物体的雷诺数，经常用Rep表示。用雷诺数可以研究物体周围的流动情况，是否有漩涡分离，还可以研究沉降速度。

#### 流体中的球
对于在流体中的球，特征长度就是这个球的直径，特征速度是这个球相对于远处流体的速度，密度和黏度都是流体的性质。在这种情况下，层流只存在于Re=10或者以下。
在小雷诺数情况下，力和运动速度的关系遵从斯托克斯定律。
球在流体中的雷诺数可以用下式计算，其中{\displaystyle v_{f}}为流体速度，{\displaystyle v_{s}}为球速度，{\displaystyle d_{s}}为球直径，{\displaystyle \rho _{f}}为流体密度，{\displaystyle \mu _{f}}为流体粘度。
{\displaystyle Re={\frac {|v_{f}-v_{s}|d_{s}\rho _{f}}{\mu _{f}}}}

### 搅拌槽
对于一个圆柱形的搅拌槽，中间有一个旋转的桨或者涡轮，特征长度是这个旋转物体的直径D。速度V等于ND,其中N是转速(周/秒)。雷诺数表达为:
{\displaystyle \mathrm {Re} ={{\rho VD} \over {\mu }}={{\rho ND^{2}} \over {\mu }}.}
当Re>10,000时，这个系统为完全湍流状态。

## 过渡流雷诺数
在外流場中由於有边界层的影響，實驗中發現当流體流过一定长度后，會由层流過渡到完全為湍流。对于不同的尺度和不同的流体，只要雷諾數達到某個特定值，这种不稳定性都会发生。外流場通常以雷諾數{\displaystyle \mathrm {Re} _{x}\approx 5\times 10^{5}}代表層流結束, 这里特徵長度 x 是从物體前缘起算的距离，特徵速度是边界层以外的自由流场速度。
內流場雷诺数{\displaystyle \mathrm {Re} <2100}为层流状态，{\displaystyle \mathrm {Re} >4000}为湍流状态，介於2100～4000为过渡流状态。
- 層流(又可稱作黏滯流動、線流)：流體沿著管軸以平行方向流動，因為流體很平穩，所以可看作層層相疊，各層間不互相干擾。流體在管內速度分佈為拋物體的形狀，面向切面的則是拋物線分佈。因為是個別有其方向和速率流動，所以流動摩擦損失較小。

- 湍流(又可稱作紊流、擾流)：此則是管內流體流動狀態為各分子互相激烈碰撞，非直線流動而是漩渦狀，流動摩擦損失較大。

## 管道中的摩擦阻力

穆迪圖說明達西摩擦因子f和雷诺数和相對粗糙度的關係

在管道中完全成形（fully developed）流體的壓降可以用穆迪圖來說明，穆迪圖繪製出在不同相對粗糙度下，達西摩擦因子f和雷诺数{\displaystyle {\mathrm {Re} }}及相對粗糙度{\displaystyle \epsilon /D}的關係，圖中隨著雷诺数的增加，管流由層流變為过渡流及湍流，管流的特性和流體為层流、过渡流或湍流有明顯關係。

## 流动相似性
两个流动如果相似的话，他们必须有相同的几何形状和相同的雷诺数和欧拉数。当在模型和真实的流动之间比较两个流体中相应的一点，如下关系式成立：
{\displaystyle \mathrm {Re} _{m}=\mathrm {Re} \;}
{\displaystyle \mathrm {Eu} _{m}=\mathrm {Eu} \;\quad \quad {\mbox{i.e.}}\quad {p_{m} \over \varrho _{m}{v_{m}}^{2}}={p \over \varrho v^{2}}\;,}
带m下标的表示模型里的量，其他的表示实际流动里的量。
这样工程师们就可以用缩小尺寸的水槽或者风洞来进行试验，与数值模拟的模型比对数据分析，节约试验成本和时间。实际应用中也许会需要其他的无量纲量与模型一致，比如说马赫数，福祿數。
以下是一些雷诺数的例子：
- 纤毛虫~ 1×10−1
- 最小的魚 ～1
- 大脑中的血液流 ～1×102
- 主动脉中的血流~ 1×103

湍流临界值~ 2.3×103-5.0×104(对于管内流)到106(边界层)
- 棒球（美國職業棒球大聯盟投手投球）~2×105
- 游泳（人）~4×106
- 最快的魚 ~1×108
- 蓝鲸~ 3×108
- 大型邮轮（伊丽莎白女王2号（英语：Queen_Elizabeth_2））~ 5×109

## 雷诺数的推导
雷诺数可以从无量纲的非可压納維－斯托克斯方程推导得来:
{\displaystyle \rho \left({\frac {\partial \mathbf {v} }{\partial t}}+\mathbf {v} \cdot \nabla \mathbf {v} \right)=-\nabla p+\mu \nabla ^{2}\mathbf {v} +\mathbf {f} .}
上式中每一项的单位都是加速度乘以密度。无量纲化上式，需要把方程变成一个独立于物理单位的方程。我们可以把上式乘以系数:
{\displaystyle {\frac {D}{\rho V^{2}}}}
这里的字母跟在雷诺数定义中使用的是一样的。我们设:
{\displaystyle \mathbf {v'} ={\frac {\mathbf {v} }{V}},}
{\displaystyle \ p'=p{\frac {1}{\rho V^{2}}},}
{\displaystyle \ \mathbf {f'} =\mathbf {f} {\frac {D}{\rho V^{2}}},}
{\displaystyle \ {\frac {\partial }{\partial t'}}={\frac {D}{V}}{\frac {\partial }{\partial t}},}
{\displaystyle \ \nabla '=D\nabla }
无量纲的纳维-斯托克斯方程可以写为:
{\displaystyle {\frac {\partial \mathbf {v'} }{\partial t'}}+\mathbf {v'} \cdot \nabla '\mathbf {v'} =-\nabla 'p'+{\frac {\mu }{\rho DV}}\nabla '^{2}\mathbf {v'} +\mathbf {f'} }
这里:{\displaystyle {\frac {\mu }{\rho DV}}={\frac {1}{\mathit {Re}}}.}
最后,为了阅读方便把撇去掉:
{\displaystyle {\frac {\partial \mathbf {v} }{\partial t}}+\mathbf {v} \cdot \nabla \mathbf {v} =-\nabla p+{\frac {1}{\mathit {Re}}}\nabla ^{2}\mathbf {v} +\mathbf {f} .}
这就是为什么在数学上所有的具有相同雷诺数的流场是相似的。